# Zoltán Magyar
Zoltán Magyar (Budapest, Hungría, 13 de diciembre de 1953) es un gimnasta artístico húngaro, especialista en el ejercicio de caballo con arcos, con el que ha conseguido ser nada menos que tres veces campeón del mundo, en 1974, 1978 y 1979, y dos veces campeón olímpico, en 1976 y 1980.

## Carrera deportiva
En el Mundial de Varna (Bulgaria) de 1974 gana el oro en caballo con arcos, por delante del soviético Nikolai Andrianov y del japonés Eizo Kenmotsu.
En los JJ. OO. de Montreal (Canadá) de 1976 gana el oro en caballo con arcos, por delante del japonés Eizo Kenmotsu (plata).
En el Mundial celebrado en Estrasburgo (Francia) en 1978 vuelve a ganar el oro en caballo con arcos, por delante del alemán Eberhard Gienger y del búlgaro Stoyan Deltchev.
En el Mundial celebrado en Fort Worth (Estados Unidos) en 1979 gana el oro en la misma prueba que en las anteriores ocasiones, esta vez por delante del estadounidense Kurt Thomas y del japonés Koji Gushiken.
En los JJ. OO. de Moscú de 1980 gana oro en caballo con arcos, y bronce en el concurso por equipos, tras la Unión Soviética y Alemania del Este, siendo sus compañeros de equipo: Ferenc Donáth, György Guczoghy, Zoltán Kelemen, Péter Kovács y István Vámos.